# Šiho Onoderaová
Šiho Onoderaová (japonsky 小野寺 志保, * 18. listopadu 1973 Jamato) je bývalá japonská fotbalistka.

## Reprezentační kariéra
Za japonskou reprezentaci v letech 1995 až 2004 odehrála 23 reprezentačních utkání. Byla členkou japonské reprezentace i na Mistrovství světa ve fotbale žen 1995, 1999, 2003, Letních olympijských hrách 1996 a 2004.

## Statistiky
| Japonsko | Japonsko | Japonsko |
| Roky     | Záp.     | Góly     |
| -------- | -------- | -------- |
| 1995     | 4        | 0        |
| 1996     | 4        | 0        |
| 1997     | 0        | 0        |
| 1998     | 2        | 0        |
| 1999     | 1        | 0        |
| 2000     | 2        | 0        |
| 2001     | 3        | 0        |
| 2002     | 2        | 0        |
| 2003     | 2        | 0        |
| 2004     | 3        | 0        |
| Celkem   | 23       | 0        |

## Úspěchy

### Reprezentační
- Mistrovství Asie:  1995, 2001